# Pierluigi Tami
Pierluigi Tami (ur. 12 września 1961 w Clusone) – szwajcarski piłkarz występujący na pozycji obrońcy oraz trener.

## Kariera piłkarska
Tami rozpoczął zawodową karierę w sezonie 1981/1982 w zespole FC Chiasso. W szwajcarskiej lidze zadebiutował 5 grudnia 1981 w przegranym 0:1 meczu z FC Sion, a 14 marca 1982 w wygranym 2:1 pojedynku z FC Aarau strzelił swojego pierwszego ligowego gola. Na koniec debiutanckiego sezonu zajął z klubem 16. miejsce w tabeli, co skutkowało spadkiem do drugiej ligi. Jednak w kolejnym sezonie udało im się awansować z powrotem do najwyższej klasy rozgrywkowej.
W 1984 roku odszedł do drugoligowego FC Locarno, z którym w sezonie 1985/1986 wywalczył awans do pierwszej ligi. W następnym sezonie klub zajął w niej 15. miejsce i spadł z powrotem do niższej ligi. W 1988 roku został zawodnikiem pierwszoligowej Bellinzony i występował w niej przez dwa sezony. Następnie przeniósł się do ligowego rywala, zespołu FC Lugano. W sezonie 1992/1993 zdobył z nim Puchar Szwajcarii, a po zakończeniu tamtego sezonu, zakończył karierę.
W lidze szwajcarskiej rozegrał 221 spotkań i zdobył 18 bramek.

## Kariera trenerska
Karierę szkoleniową rozpoczął w 1999 roku w trzecioligowym zespole FC Locarno i już w sezonie 1999/2000 awansował z nim do drugiej ligi. W sezonie 2002/2003 trenował także drugoligowy klub FC Lugano, a następnie w latach 2005–2015 prowadził młodzieżowe reprezentacje Szwajcarii: U-17, U-18, U-21 oraz U-23.
Kadrę U-21 poprowadził na Mistrzostwach Europy 2011, zakończonych wywalczeniem wicemistrzostw kontynentu, po porażce w finale z Hiszpanią. Z kolei drużynę U-23 poprowadził na Letnich Igrzyskach Olimpijskich 2012, z których Szwajcaria odpadła z turnieju po fazie grupowej, po rozegraniu trzech spotkań.
Następnie trenował pierwszoligowe zespoły Grasshopper Club Zürich oraz FC Lugano. Podczas pracy w Grasshopper, został wyróżniony nagrodą Trenera Roku Swiss Super League za sezon 2015/2016.